# Мајкл Винслоу
Мајкл Лесли Винслоу (енгл. Michael Leslie Winslow; рођен 6. септембра 1958, Спокен, Вашингтон), амерички је гласовни, филмски и ТВ глумац и битбоксер. Углавном је познат по споредним улогама. Познат је и као "човек од десет хиљада звучних ефеката" због своје способности да реалистично имитира све врсте звукова користећи само сопствени глас.
Глумио је у филмовима као што су Следећи филм Чича и Чонга (1980), Лепи снови Чича и Чонга (1981), Полицијска академија (1984) и свим наставцима, Гремлини (1984), Свемирске лопте (1988), те разним серијама, између осталог.